# Een pak slaag
Een pak slaag is een Nederlandse speelfilm uit 1979, geregisseerd door Bert Haanstra.

## Verhaal
Hein Slotter (Kees Brusse) staat voor de viering van zijn 25-jarig jubileum als president-directeur van de kinderwagenfabriek Slieps. Hij is de schoonzoon van oud-directeur Slieps (Paul Steenbergen) die destijds zijn eigen zoon Kees (Eric Schneider) als opvolger heeft gepasseerd. Als jongeman heeft Slotter van de oude Slieps alle kneepjes van het vak geleerd en de twee zijn zeer aan elkaar gehecht. Slotter ziet tegen de viering op en wil alleen instemmen als Slieps een toespraak houdt. Helaas is Slieps aan het dementeren. Het feestcomité hoort intussen een gerucht over de jonge jaren van Slotter en besluit hem hiermee te confronteren.

## Over de film
De film is gebaseerd op de gelijknamige roman uit 1963 van Anton Koolhaas. Zoals veel werken van Koolhaas, gaat ook Een pak slaag over een vijftiger, die ingedut lijkt te zijn in de dagelijkse routine van zijn leven.
Bert Haanstra en zijn zoon Rimko voerden de regie. Anton van Munster, die eerder onder andere, Haanstra's De stem van het water (1967) en Bij de beesten af (1972) in beeld bracht, was de cameraman. De muzikale begeleiding was van Haanstra's zoon Jurre Haanstra en tenorsaxofonist Stan Getz.
De kosten werden geraamd op 1,4 miljoen gulden en de film werd gefinancierd door Tuschinski Film en een bijdrage uit het Productiefonds.
Haanstra was ruim voor de opnamen waren begonnen al erg enthousiast. Een pak slaag werd echter slecht ontvangen. de Volkskrant vond de film "gaaf oude herentoneel" en NRC Handelsblad roemde de technische afwerking, maar vond de inhoud "verschraald" en het scenario onbegrijpelijk voor wie het boek niet had gelezen. Het publiek bleef massaal weg. Een pak slaag zou de laatste speelfilm van Haanstra blijven.

### Rolverdeling
| Acteur              | Personage          |
| ------------------- | ------------------ |
| Kees Brusse         | Hein Slotter       |
| Paul Steenbergen    | Slieps sr.         |
| Bernhard Droog      | Vrijst             |
| Jeroen Krabbé       | Dries Barns        |
| Eric Schneider      | Kees Slieps        |
| Ellen de Thouars    | Dolle Hans         |
| Annet Nieuwenhuyzen | Ans Slieps         |
| Jacques Commandeur  | Henri Lutters      |
| Gees Linnebank      | Kraanarbeider      |
| Eric van Ingen      | Paul               |
| Joekie Broedelet    | Mevrouw Jonkind    |
| Sacco van der Made  | Hendrik J. Jonkind |